# 五条頼元
五条 頼元（ごじょう　よりもと）は、鎌倉時代後期から南北朝時代にかけての廷臣。大外記・清原良枝の次男。官職は勘解由次官。
南朝の征西将軍懐良親王に付き従い、九州における一時の南朝勢力隆盛を助けた。広澄流清原氏支流五条家の祖であり、子孫はそのまま九州に土着して大友氏（義鑑・義鎮（宗麟）・義統）や加藤清正、立花宗茂に仕えるなどしている（五条鎮定もその一人である）。

## 経歴
代々局務（大外記上首）を務めた広澄流清原氏出身で、大外記・清原良枝の次男として生まれる。頼元自身も事務方の官人として経験を積み、建武の新政にあたっては、かつて父・良枝や兄・宗尚も歴任した大外記に任じられた。その際に実務能力を買われたらしく、雑訴決断所、記録所、恩賞方など、新政の主要な機関の職員を歴任し、勘解由次官にまで進んだ。
建武3年（1336年）に新政が終止符を打たれると、そのまま北朝の光厳上皇方にとどまり、文殿の職員となっている。しかし、建武5年（1338年）9月には、懐良親王に少納言の官職で随行して吉野を発しており、この間に南朝方に転向したと推測される。
懐良親王は当時10歳に満たなかったと思われ、九州およびその途次の瀬戸内地方の各武士への令旨は、ほとんどが頼元の手によるものと思われる。また、これら武士勢力の懐柔だけでなく、懐良親王の征西将軍宮としての教育なども頼元の監督下で行われている。他の後醍醐天皇皇子の地方下向には、多くの場合武士や南朝を代表する公家が随行していたにもかかわらず、懐良親王の下向では頼元を始め、地位の低い実務官人が随行しており、その武力動員にはまったく令旨の力に頼るしかなかった中、頼元は興国3年（1342年）の九州上陸以降も精力的に令旨の発給を続け、全てが頼元を奉者とするものばかりではないが、今日残っているものだけでも150通を超えるとされる令旨の最多の奉者であり、懐良親王の九州制圧時代を現出した功労者と言える。
正平16年（1361年）には懐良親王はついに九州の中心である大宰府に入り、北朝勢力を北九州の一角に押し込め、九州をほぼ統治下に置くことに成功した。頼元の生存中はこの状態が続き、征西府は健在であった。この間、倭寇の取締りを期待する明との間で親密な外交関係を構築し、懐良親王を日本国王と認めさせるに至っている。
正平20年/貞治4年（1365年）出家して宗性を名乗り、正平22年/貞治6年（1367年）5月20日に筑前国三奈木庄（現在の福岡県朝倉市三奈木）にて卒去。享年78。

## 系譜
「清原系図」『続群書類従』所収を参照。
- 父：清原良枝
- 母：不詳
- 妻：不詳
  - 男子：五条良氏
  - 男子：五条頼顕
  - 男子：五条良遠